# William Heerlein Lindley

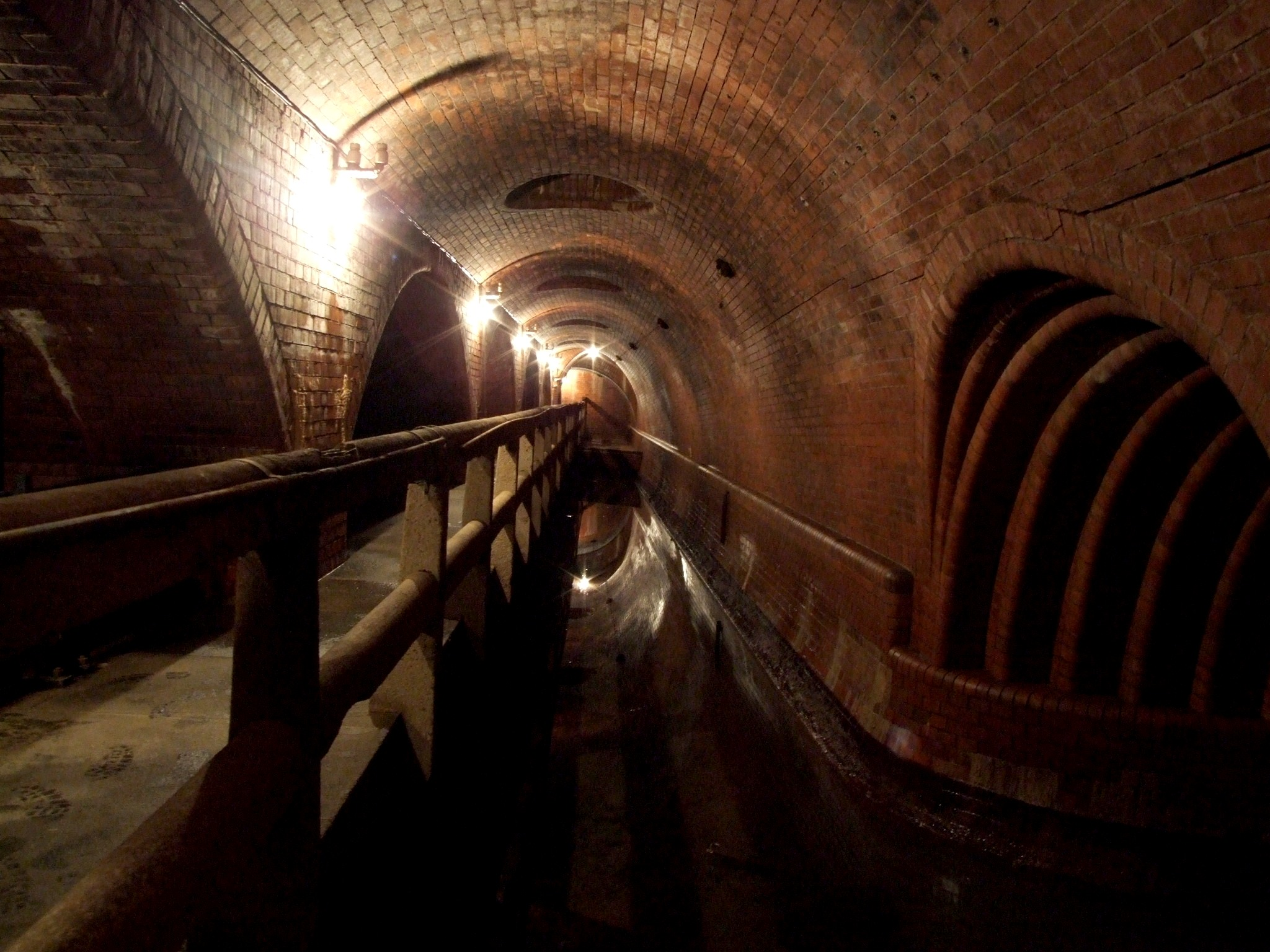
Čistírna odpadních vod v Bubenči

William Heerlein Lindley (30. ledna 1853 Hamburk – 30. prosince 1917 Londýn) byl britský inženýr, zabývající se vodárenskými a kanalizačními stavbami.
Spolupracoval se svým otcem, Williamem Lindleym (1808–1900), kterého proslavily návrhy vodovodů a kanalizací v mnoha evropských městech. Navrhl a postavil první moderní podzemní kanalizační systém na evropském kontinentu v Hamburku.
Roku 1889 byl osloven pražským zastupitelstvem, aby spolupracoval na projektu pražské kanalizace, později posuzoval projekty českých inženýrů. Nakonec roku 1893 předložil vlastní návrh, podle kterého byla vybudována v letech 1895–1906 moderní kanalizační soustava s čistírnou odpadních vod v Bubenči. William Lindley navrhl plně gravitační systém, který byl záměrně naddimenzovaný a nakonec sloužil od roku 1895 do roku 1967. Byl pověstný svým důrazem na kvalitu a místo betonu prosadil stavbu z klinkerových cihel, které mají odolnost kamene.
Podílel se také na projektech vodovodních či kanalizačních systémů ve Varšavě (v letech 1881–1915), Lodži a Baku.

## V umění
William Heerlein Lindley je jednou z postav českého fantasy románu Zlatý kříž od Pavla Renčína.